# Mercedes-Benz Clase CLC
El Mercedes-Benz Clase CLC es un automóvil de turismo que se comercializó desde la primavera del año 2008 hasta el año 2011. Este automóvil presenta un diseño deportivo, con el nuevo frontal de Mercedes-Benz, donde se incluye la estrella de la marca en el centro de la parrilla. El chasis está  basado en la anterior generación del Mercedes-Benz Clase C donde se conocía como Mercedes-Benz Clase C Sportcoupé. Es uno de los modelos más accesibles de la marca. De hecho, el anterior Sportcoupe fue durante algunos años el Mercedes-Benz que más se vendía en Europa Occidental. Es un automóvil con 4 plazas, que se comercializaba desde los 28.900Euros. Sus principales rivales son el Audi A3 y el  BMW serie 1.
El Mercedes-Benz Clase CLC se basa en el Mercedes Clase C anterior, en concreto es el Mercedes-Benz Clase C Sportcoupé con cambios en la carrocería, apreciándose esto bien en la parte trasera, donde una pieza de plástico (que imita metal de la carrocería) recubre lo que en el C Sportcoupé era una parte del faro, y en el interior, para actualizar la imagen a las cambiantes tendencias de diseño.
Fue reemplazado en 2010 por una variante coupé de la clase C (código W204).

## Motores

### Gasolina
- 160 BlueEfficiency -(L4 atmosférico)- 129cv
- 180K (kompressor) -( Sobrealimentado mediante compressor volumétrico )-143 CV.
- 200K (kompressor) -( Sobrealimentado mediante compressor volumétrico )-184 CV.
- 230 -( v6 atmosférico)- 204cv
- 350 -(v6 atmosférico)- 272cv

### Diésel
- 200CDI-122 CV.
- 220CDI-150cv